# Токмачёва, Клавдия Петровна
Клавдия Петровна Токмачёва (27 октября 1926 год, село Бекетово, Нижнедевицкий уезд, Воронежская губерния — 1985) — доярка колхоза имени Фрунзе Горшеченского района Курской области. Герой Социалистического Труда (1971).
Родилась 27 октября 1926 года в крестьянской семье в селе Бекетово Нижнедевицкого уезда (сегодня — Нижнедевицкий район) Воронежской губернии. В 1943 году начала свою трудовую деятельность в колхозе имени Фрунзе Горшеченского района Курской области. Работала в колхозе дояркой. С 1948 году работала на Бекетовском спиртовом заводе. В 1955 году возвратилась в колхоз имени Фрунзе, где проработала до выхода на пенсию в 1953 году.
Указом Президиума Верховного Совета СССР от 8 апреля 1971 года «за выдающиеся успехи, достигнутые в развитии сельскохозяйственного производства и выполнении пятилетнего плана продажи государству продуктов земледелия и животноводства» удостоен звания Героя Социалистического Труда с вручением ордена Ленина и золотой медали «Серп и Молот».
Награды
- Герой Социалистического Труда
- Орден Ленина